# 메티실린 내성 황색 포도상구균

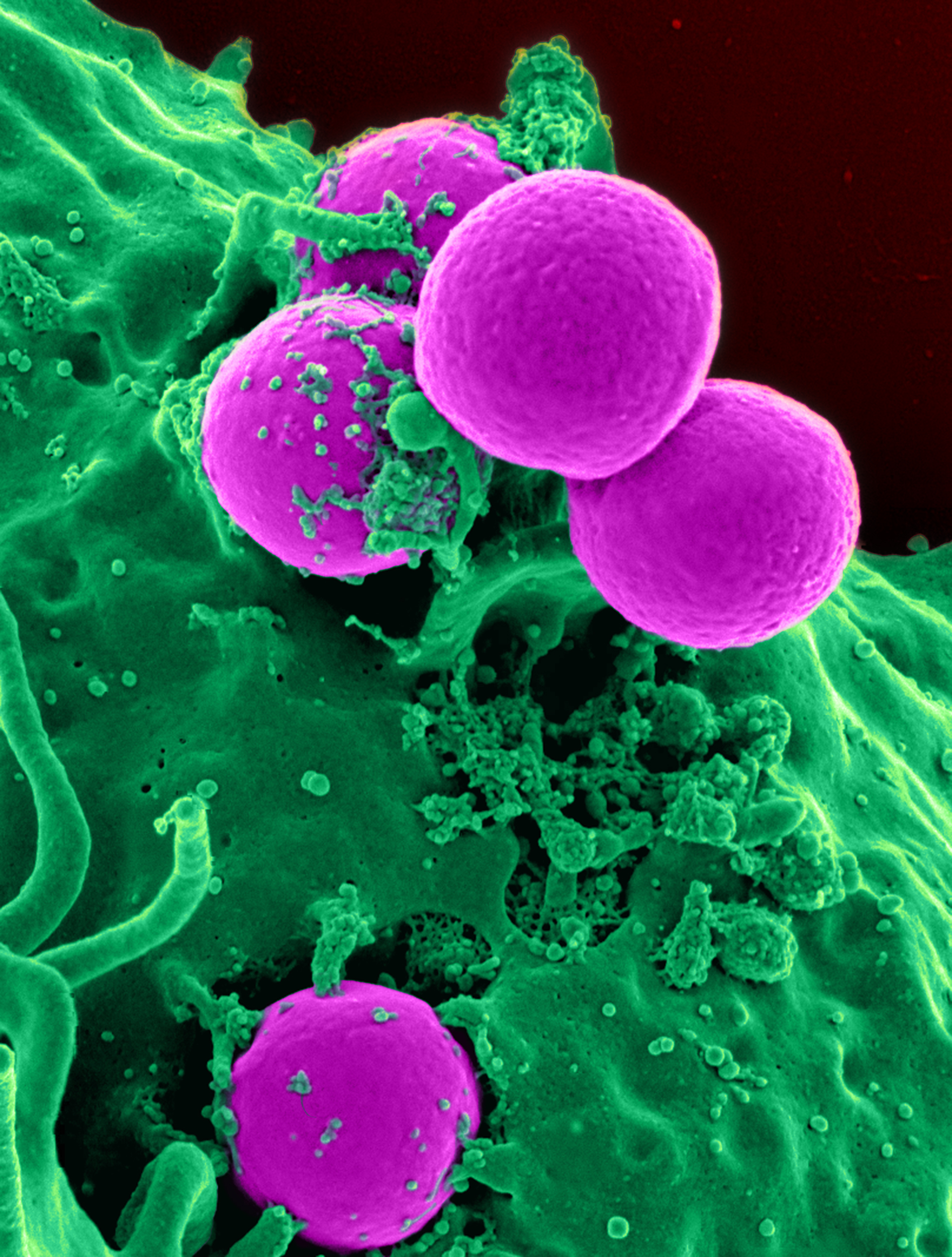

메티실린 내성 황색 포도알균(methicillin 耐性黄色葡萄狀球菌, methicillin-resistant Staphylococcus aureus, MRSA) 또는 메티실린 내성 황색 포도구균 또는 메티실린 내성 황색 포도상구균은 사람에게 감염되어 여러 가지 난치병을 일으키는 세균이다.

## 다제내성 황색 포도상구균
다제내성 황색 포도상구균은 메티실린 내성 황색 포도상구균(MRSA) 또는 옥사실린 내성 황색포도상구균(ORSA)등처럼 2가지 이상에서 페니실린 계열등 여러 항생제에 황색 포도상구균이 내성을 보이는 경우이다.
정의에 따라 페니실린(메티실린, 디콜록사실린, 납실린, 옥사실린 외)과 세팔로스포린을 포함한 β-락탐계 항생물질에 내성을 획득한 황색포도상구균은 MRSA(다제내성 황색포도상구균,Multi-Resistant Staphylococcus Aureus)가 된다.
항생제 반코마이신에 대한 내성을 보이는 경우는 반코마이신 내성 황색포도상구균(VRSA)으로 분류된다.

## 법정
MRSA 감염증은 2000년 법정감염병으로 지정되었다.
MRSA 감염증은 2010년 12월 지정감염병으로 지정되었다.

## 같이 보기
- 황색 포도상구균
- 지카바이러스
- 슈퍼박테리아
- 반코마이신 내성 황색 포도상구균
- ESKAPE